# Liste der Baudenkmäler in Traar
Die Liste der Baudenkmäler in Traar enthält die denkmalgeschützten Bauwerke auf dem Gebiet von Krefeld-Traar, Stadtbezirk Ost, in Nordrhein-Westfalen (Stand: April 2020). Diese Baudenkmäler sind in der Denkmalliste der Stadt Krefeld eingetragen; Grundlage für die Aufnahme ist das Denkmalschutzgesetz Nordrhein-Westfalen (DSchG NRW).

| Bild                      | Bezeichnung                       | Lage                                                                | Beschreibung                                      | Bauzeit                | Eingetragen seit | Denkmal- nummer |
| ------------------------- | --------------------------------- | ------------------------------------------------------------------- | ------------------------------------------------- | ---------------------- | ---------------- | --------------- |
| weitere Bilder            | Egelsbergmühle                    | Traar-West Am Egelsberg Karte                                       |                                                   | Ende 18. Jh. bis 1802  |                  | 14              |
| Wohnhausfassaden          | Wohnhausfassaden                  | Traar-West Am Egelsberg 8, 8a Karte                                 |                                                   |                        |                  | 727             |
| ehemaliges Müllerwohnhaus | ehemaliges Müllerwohnhaus         | Traar-West Am Egelsberg 56 Karte                                    | [ 1 ]                                             | 1804                   |                  | 15              |
| Kapelle von Haus Traar    | Kapelle von Haus Traar            | Traar-Ost An der Elfrather Mühle Karte                              |                                                   |                        |                  | 30              |
| weitere Bilder            | Ehrenmal                          | Traar-Ost An der Elfrather Mühle Moerser Landstraße (bei 425) Karte |                                                   |                        |                  | 877             |
| weitere Bilder            | Elfrather Mühle                   | Traar-Ost An der Elfrather Mühle 145 Karte                          |                                                   |                        |                  | 379             |
| weitere Bilder            | Haus Traar                        | Traar-Ost An der Elfrather Mühle 217–241 Karte                      | Herrenhaus ehemalige Wirtschaftsgebäude           |                        |                  | 29              |
| Küsterei/Kaplanei         | Küsterei/Kaplanei                 | Traar-Ost An der Elfrather Mühle 262, 264 Karte                     |                                                   |                        |                  | 875             |
| Pfarrhaus                 | Pfarrhaus                         | Traar-Ost An der Elfrather Mühle 270 Karte                          |                                                   |                        |                  | 876             |
| weitere Bilder            | Wallerhof                         | Traar-Ost Gatzenstraße 200 Karte                                    | umfasst nur das Hauptgebäude                      |                        |                  | 129             |
| weitere Bilder            | Rathaus Traar                     | Traar-Ost Kemmerhofstraße 321 Karte                                 |                                                   | 1914–1915              |                  | 386             |
| weitere Bilder            |                                   | Traar-West Kuhdyk 20 Karte                                          | heute „Cassel-Museum“; Architekt: Karl Buschhüter | 1936                   |                  | 127             |
| weitere Bilder            | Evershof                          | Traar-West Luiter Weg 137 Karte                                     |                                                   |                        |                  | 719             |
| weitere Bilder            |                                   | Traar-West Maria-Sohmann-Straße 85 Karte                            |                                                   |                        |                  | 938             |
| weitere Bilder            | Heilmannshof                      | Traar-West Maria-Sohmann-Straße 93 Karte                            |                                                   | 1909–1910 (Herrenhaus) |                  | 816             |
| weitere Bilder            | Parkanlage Heilmannshof           | Traar-West Maria-Sohmann-Straße 93 Karte                            |                                                   | ab 1860                |                  | 818             |
| ehemalige Schule          | ehemalige Schule                  | Traar-Ost Moerser Landstraße 419 Karte                              |                                                   |                        |                  | 878             |
| weitere Bilder            | Katholische Pfarrkirche St. Josef | Traar-Ost Moerser Landstraße 425 Karte                              |                                                   | 1834                   |                  | 874             |
| weitere Bilder            | Neudornbuschhof                   | Traar-West Neudornbuschweg 34 Karte                                 |                                                   |                        |                  | 864             |
| Heiligenhäuschen          | Heiligenhäuschen                  | Traar-Ost Rather Straße Karte                                       | [ 3 ]                                             |                        |                  | 923             |